# Ménfőcsanak
Ménfőcsanak Győr egyik városrésze. 1934-ben három, korábban különálló község, Csanakfalu, Csanakhegy és Ménfő egyesítésével jött létre (utóbbi nevét több középkori oklevél és krónika is említi, például a Gesta Hungarorum vagy Kézai Simon krónikája). 1970-ben csatolták Győrhöz, azóta a megyeszékhely része. Hajdani határvonala a jelenlegi Koroncói út nyomvonala volt.

## Fekvése
A Bakony és a Kisalföld találkozásánál helyezkedik el, Győr központjától légvonalban mintegy 7, közúton mintegy 9 kilométerre délre; a belvárostól és Marcalvárostól az M1-es autópálya választja el.

### Megközelítése
Legfontosabb közúti megközelítési útvonalai az M1-es autópálya, amely kelet-nyugati irányban halad el a városrész északi peremvidékén, valamint a 83-as főút, amely dél-északi irányban húzódik végig Ménfőcsanakon. A főút korábbi nyomvonala végigvezetett a városrész központján, jelenlegi nyomvonala már nyugati irányból elkerüli azt.
A környék fontosabb alsóbbrendű útjai közül Ménfőcsanaknál ér véget a Nyúltól Győrújbaráton át idáig húzódó 8311-es út, itt ágazik ki a 83-as főútból a Sokorópátka-Gic-Bakonytamási felé vezető 8309-es, illetve a Koroncó megközelítését biztosító 8418-as út is.
Győr belvárosából a 21B, a 22-es, a 22B és a 22Y helyi autóbuszokkal közelíthető meg.
A hazai vasútvonalak közül a városrészt a MÁV 10-es számú Győr–Celldömölk-vasútvonala érinti, amelynek korábban két megállóhelye is volt itt. Győr felől az első Ménfőcsanak felső megállóhely, amely a városrész északi peremén létesült, a 83-as régi nyomvonalának (a Győri útnak / Királyszék útnak) vasúti keresztezése mellett. A másik megálló, Ménfőcsanak megállóhely a városrész délnyugati részén, a Koroncói út vasúti átjárója mellett működött, de már megszűnt.

## Története

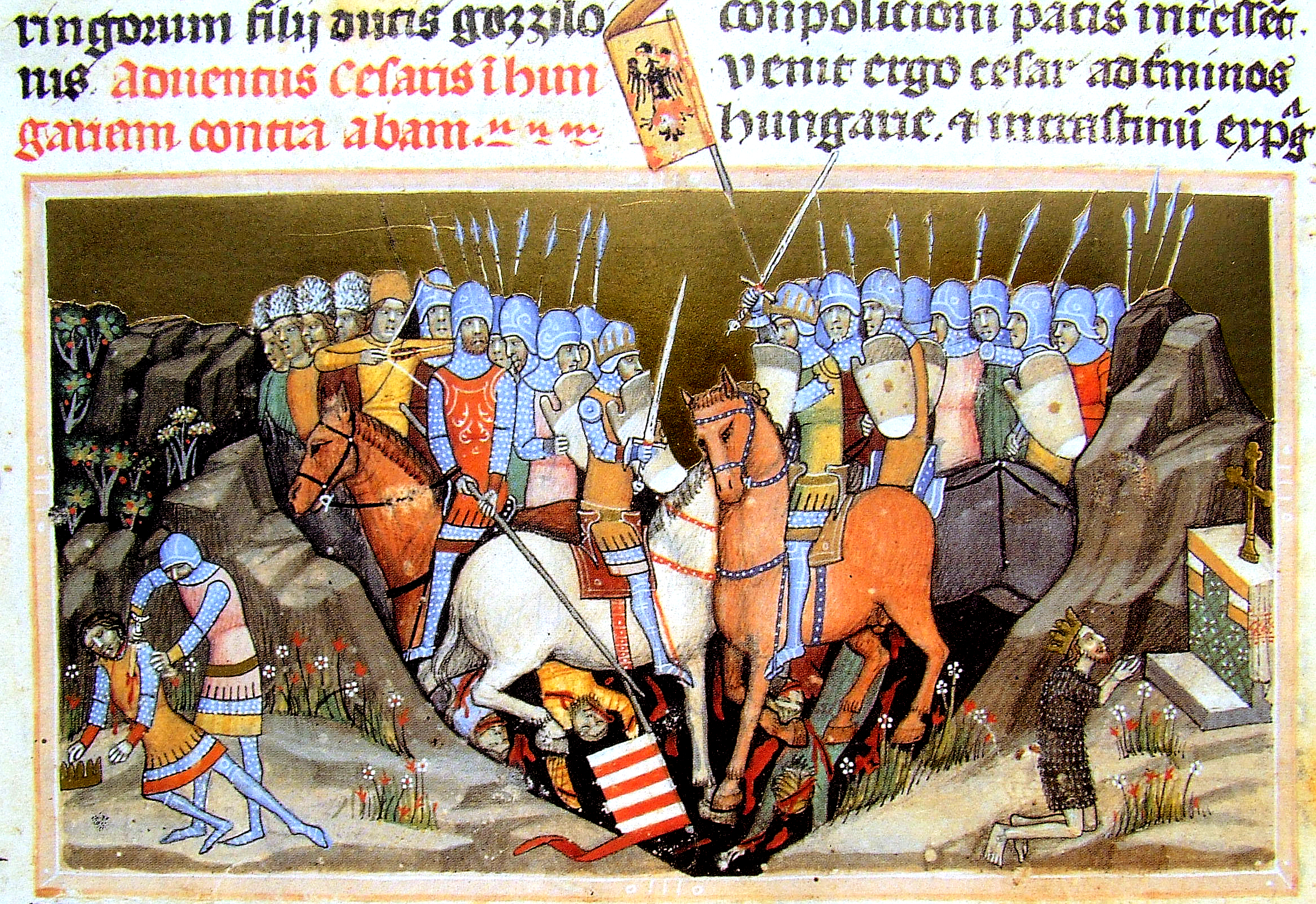
Az 1044-es ménfői csata ábrázolása a Képes krónika miniatúráján

A Rába folyó iszapjából a kőkorszaki ember jelenlétét bizonyító kőeszközök kerültek elő. A középső bronzkor mészbetétes kultúrájának népe itt hagyta a szépen munkált kagylóhéj porával díszített cserépedényeit. Különösen gazdag kelta és római emlékekben. Egy kelta falut tártak fel, (kutat, élelmiszer tárolót, kovácsműhelyt) – és újra eltemettek az új építésű utak alá.
A magyarok betelepülése után neves császárok, királyok, hadvezérek voltak a vidék látogatói. 1044-ben III. Henrik német-római császár jött Szent István király utódának, Orseolo Péternek segítségére Aba Sámuel magyar király ellen a trónviszályt eldöntő ménfői csatába, de vereséget szenvedett.
Csanakfalu 1216-ban, a tatárjárás előtt a győri püspökségé, később, az 1200-as évek vége felé egy ideig a pannonhalmi apátság szőlőbirtoka is volt. Ménfő 1237–1240 között Tényő, 1321-ben Gyirmót határosa volt. IV. Béla király a ma Királyszéknek nevezett dombon tartotta 1244-ben a környék nemeseinek az ítélőszéket. A domb alatt egy kelta királyné nyugszik. 1311-ben a ménfői Szent Mária-egyház és kegyurai, a Baráti nemesek bérbe adták baráti szőlőiket.
Csanakfalu 1920-ban 443 főt számlált.

### Ménfői csaták
I. (Nagy) Lajos és Luxemburgi Zsigmond uralkodása idején sokáig nádori részországgyűlések, majd köznemesi közgyűlések színhelye. 1598-ban a ménfői dombok között bújt el és indult Győr visszavételére Pálffy Miklós és Schwarzenberg Adolf tábornagyok serege. A török kort idézi a – ma már csak nevében fennmaradt – Világosvár, a győri vár elővára, ahonnan tűzjelekkel jelezték az ellenség közeledtét. 1683-ban Kara Musztafa az utolsó török hadjáratban Bécs ellen vonulva pusztította el a vidéket. 1704-ben a koroncói csatában Forgách Simon, Rákóczi tábornagya és Heister, a német császár generálisa vívott csatát. Ekkor Ménfő ismét elpusztult. Lakói a védettebb, dombos terület peremén telepedtek le. A népmonda szerint II. Rákóczi Ferenc itt-tartózkodásának emlékét kőoszlop hirdeti. Errefelé jöttek Napóleon hadai a kismegyeri csatatérre, a csanaki domboldalon – a templom fölött – irányította Jenő olasz alkirály a csatát. A szőlőhegyben lévő Ecker-villának pincéjében rejtették el Napóleon elől a herzogenburgi apátság kincseit. Az 1848–49-es szabadságharc utolsó dunántúli ütközete a mai vasútállomás körül zajlott, az 1849. június 28-i  győri csata részeként. Az itt elesett Szabó János huszárszázados emlékművét gondosan ápolja az utókor.

## Látnivalók

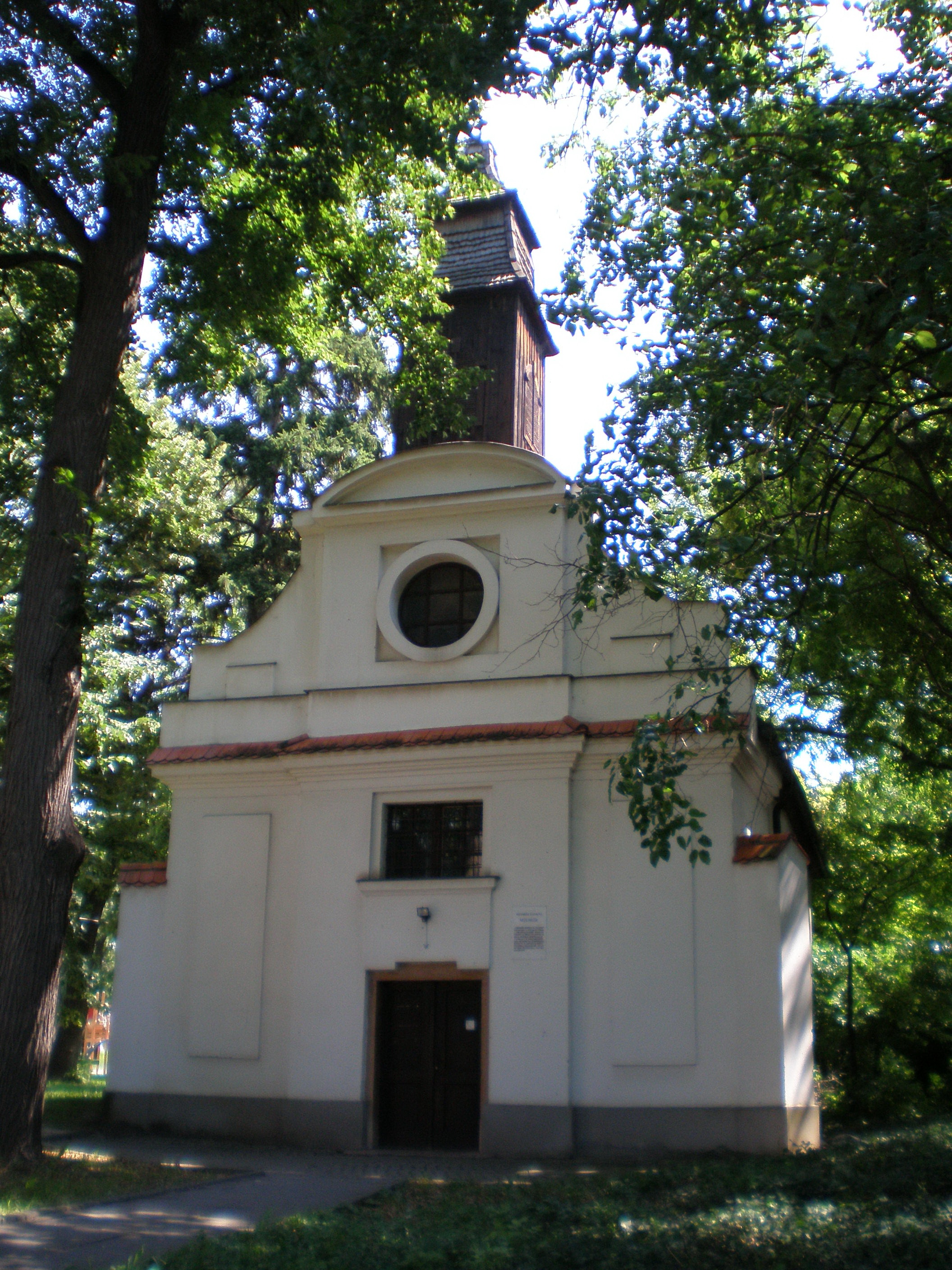
Bezerédj–Esterházy-kastély

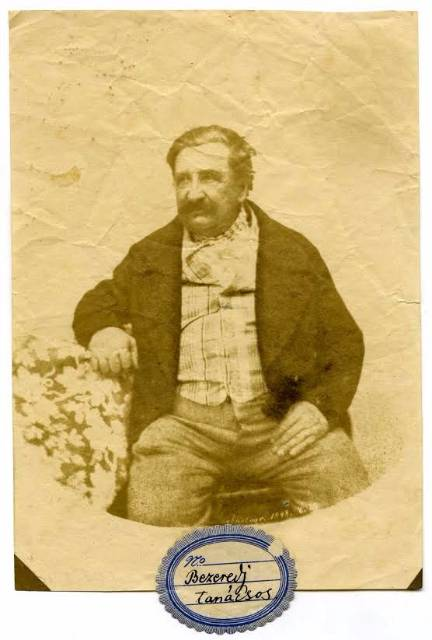
Bezerédj Ignác öreg kori képe

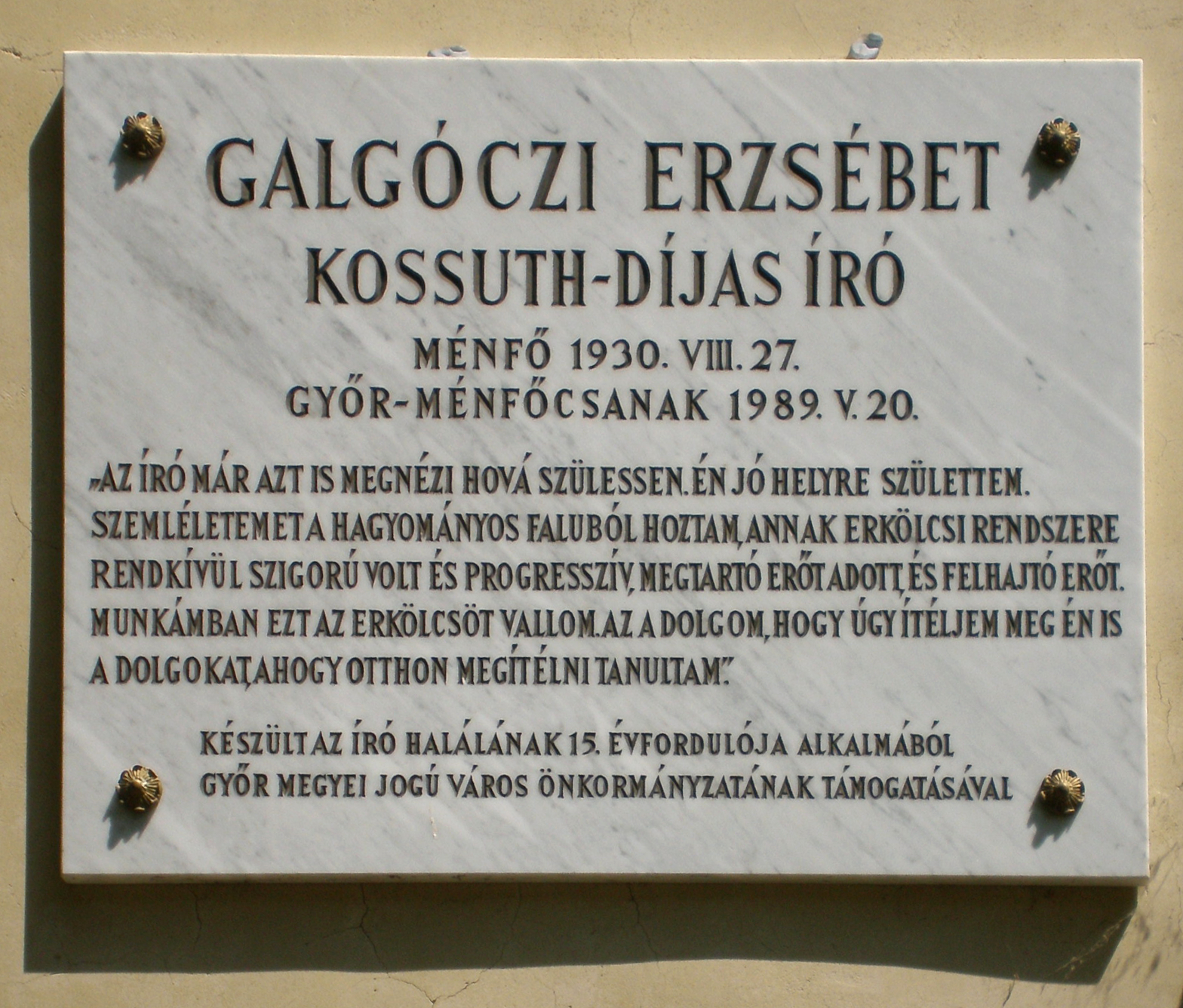
Galgóczi Erzsébet emléktáblája
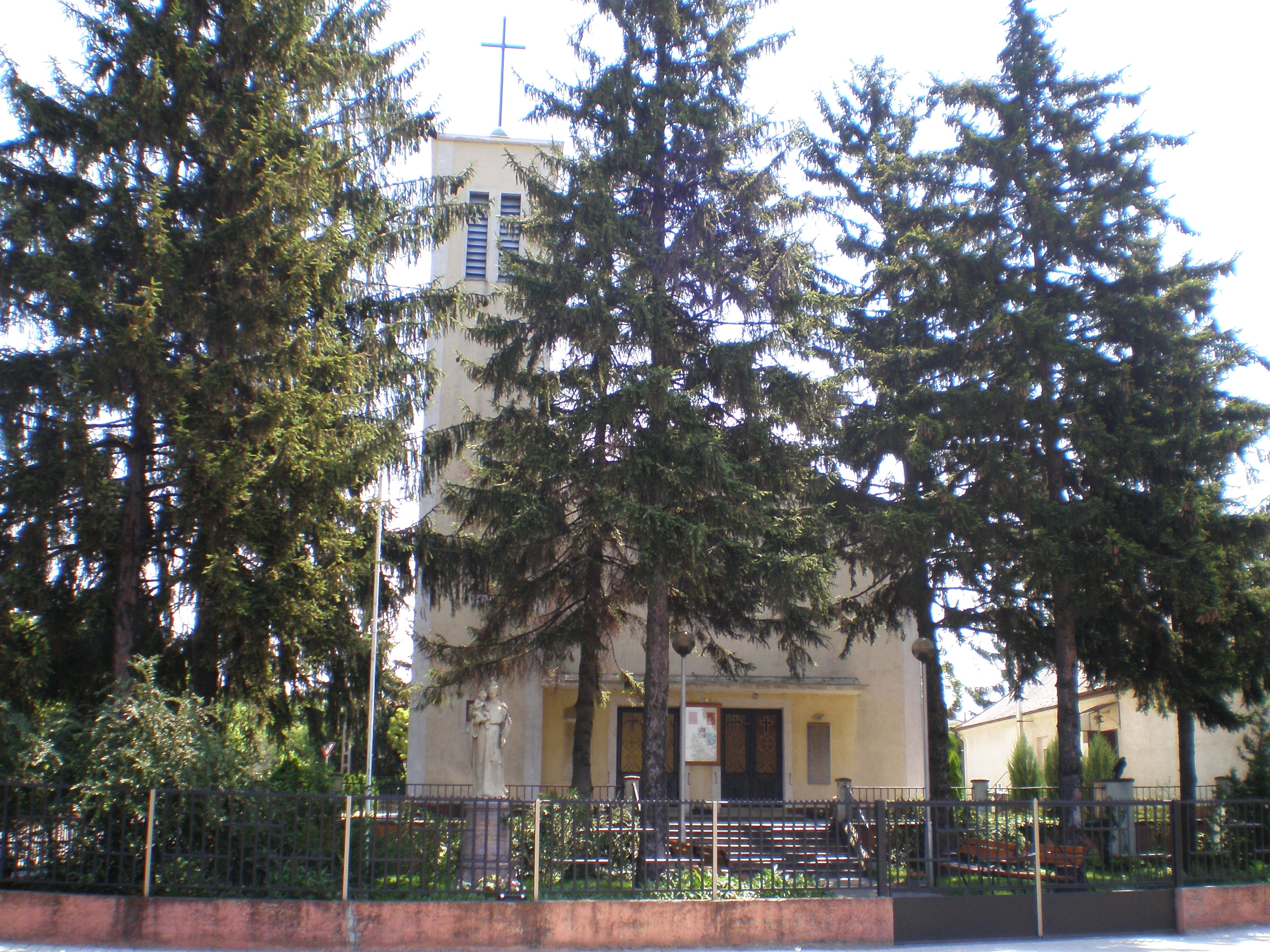
Nagyboldogasszony temploma
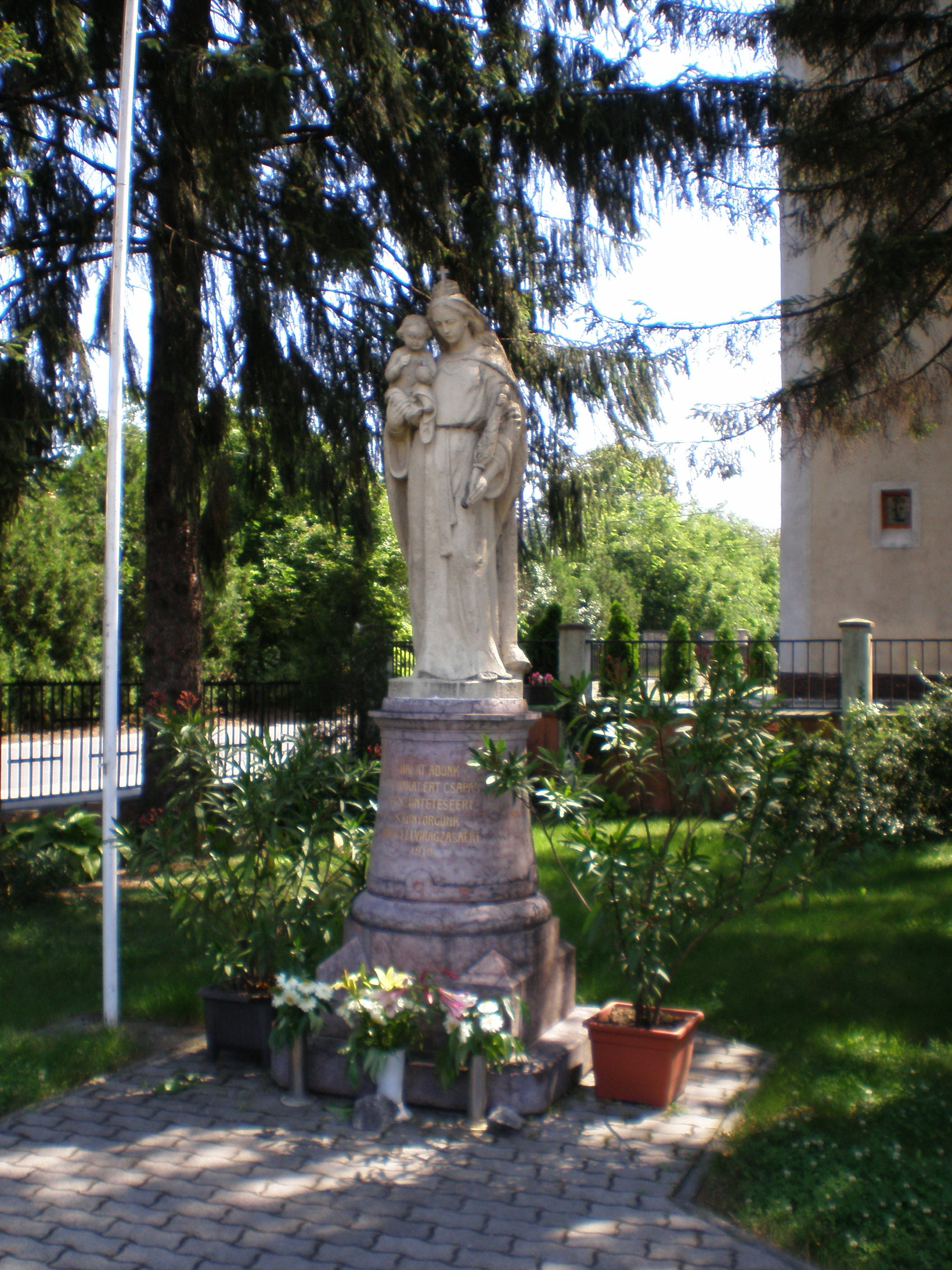
Szűz Mária szobor
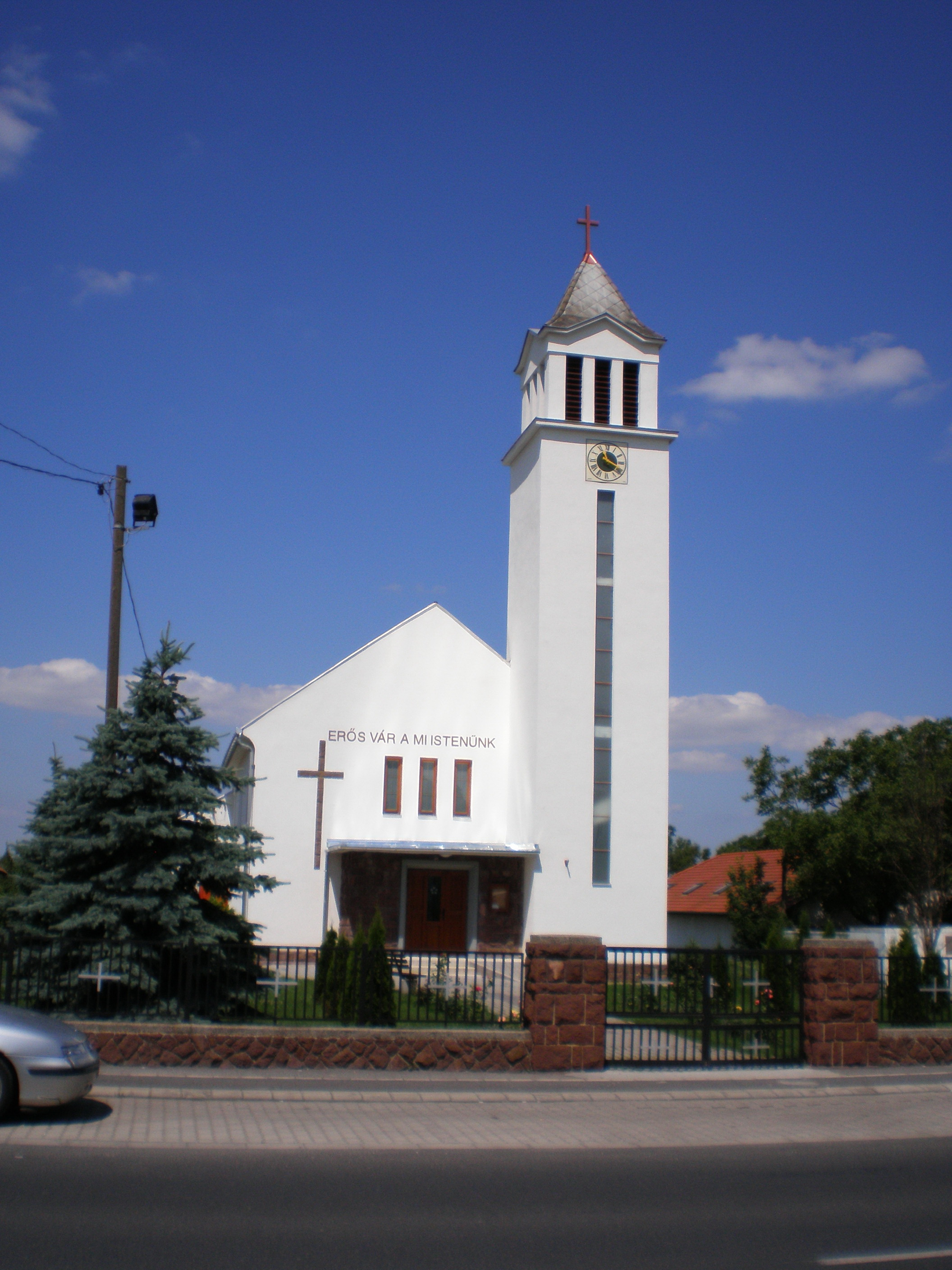
Evangélikus templom
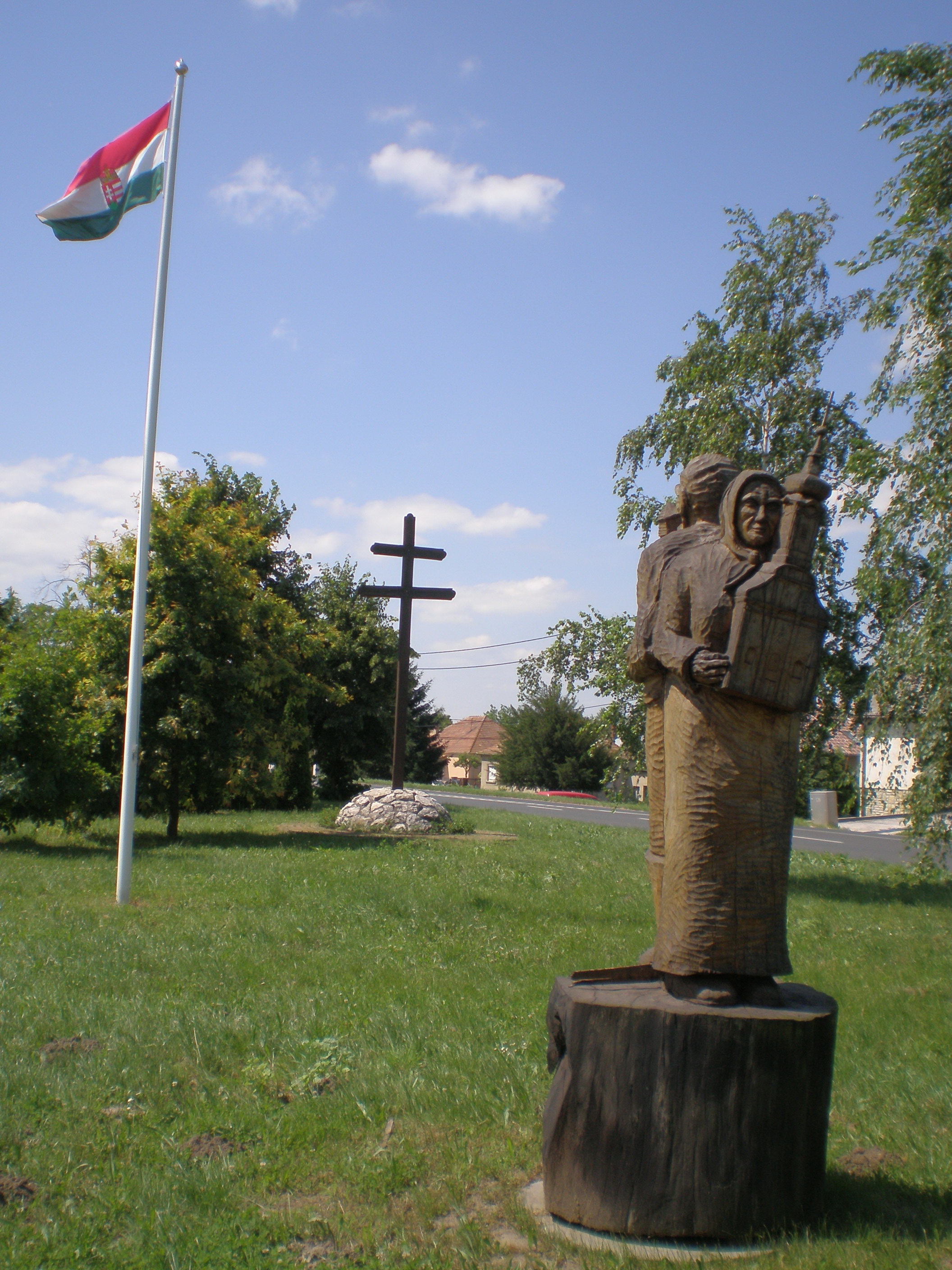
Emlékpark
  - Esterházy Miklós nádor 1626-ban második feleségének - Bedegi Nyáry Krisztinának - testvéreitől vásárolta meg Ménfőt. Azonnal zálogba adta a pápai kapitányának, gróf Csáky Lászlónak, ő pedig továbbadta a győri jezsuitáknak. Feltételezzük, hogy ők szorgalmazták a kápolna építését az 1670-es években. Időközben a Tata-gesztesi uradalomhoz csatolták a ménfői pusztát. A kastély építése idején az uradalom tulajdonosa gróf Esterházy Ferenc. Birtokain 1770–1774 között nagy építkezések voltak, így Ménfőn is. Feltehetőleg a ménfői puszta igazgatására kialakított uradalmi épületekkel együtt épült a kastély is copf stílusban. Mai formáját a 19. század elején nyerte el a klasszicista feljáró megépítésével. I. Bezerédj Ignác az Esterházy család jószágkormányzója (Hétszemélyes tábla egyik bírája, a Királyi Kúria nagybíráinak egyike, királyi tanácsos, a Szent István-rend lovagja) 1812-ben három nemzedékre ingyen használatra kapta a ménfői pusztát, amit utóda Bezerédj István 1888-ban megvásárolt. A kastély a nevét az utolsó birtokosától nyerte. Építészetileg helyesebb kúriának nevezni, a kastély elnevezést a ménfői nép adományozta az épületnek. A kastélyt minden háború alatt kifosztották. Sorsa 1945 után viszontagságos volt. Legtovább a Rába gyár használta munkásszállásnak. 1955-ben, amikor az utolsó tulajdonos Bezerédj unoka, Denk Gusztávné kitelepült Ausztriába, lemondott az állam javára a kastélyról. Az épület felújítása után 1988-tól a közművelődést szolgálja. Itt kapott helyet a könyvtár is 1991-ben.
  - Galgóczi Erzsébet Emlékszoba (Győr, Győri u. 94.)
- Bezerédj-kápolna

Az első templom 1311-ből való, amikor Baráti Márton mester és fiai szőlőültetésre adtak engedélyt, kikötésük volt, hogy termőre fordulásuk után a tizedet a ménfői Szent Szűz tiszteletére épült egyháznak adják. Az 1748-as egyházlátogatási jegyzőkönyv említi, hogy a templom 70 éve épült. Így az építési ideje 1678. Ezt az időpontot támasztják alá legutolsó újjáépítéskor előkerült téglák évszámai is. 1790-es években megnagyobbították. 1809-ben Napóleon katonái lovaikat kötötték be. A 19. század második felében a Bezerédj család átvette a kegyúri jogokat. A templom alá kriptát építtetett. Ez lett a család temetkezési helye. A ménfői templom (1948) megépítése után osztozott a kastély sorsában, szinte romos állapotba került. 1990-ben a Győri Városszépítő Egyesület kezdeményezésére helyi összefogással ismét újjáépítették. Jelenleg közművelődési célokat szolgál: hangversenyeket, kiállításokat, polgári házasságkötéseket tartanak benne.
- Bezerédj-kápolna
- Galgóczi Erzsébet emléktáblája
- Nagyboldogasszony temploma
- Szűz Mária szobor
- Evangélikus templom
- Emlékpark

## Nevezetes személyiségei
- Galgóczi Erzsébet Kossuth-díjas írónő emlékére 1991-ben nyílt állandó kiállítás. A 17. században épült Bezerédj-kastélyban található emlékszoba az írónő hagyatékából létesült, amelyet a család adományozott Győr városának és az írónő szűkebb hazájának, Ménfőcsanaknak.
- Horváth Ede, a Rába Magyar Vagon- és Gépgyár volt vezérigazgatója.